# Hasty
Hasty is een Frans historisch merk van motorfietsen.
De bedrijfsnaam was: Ets. Moteurs et Motorcycles Hasty,Aix-en-Provence
Hasty begon in 1930 met de productie van fietsen met een 98cc-Aubier Dunne-hulpmotortje. Hoewel er tijdens de Grote Depressie wel vraag was naar goedkope vervoermiddelen, werd de productie in 1934 toch gestaakt.